# Dog Man Star
Az 1994-es Dog Man Star a Suede második nagylemeze. Ez az utolsó Suede-album, amelyen Bernard Butler gitáros is közreműködött. Butler a Brett Anderson énekessel kialakult ellentétek miatt hagyta el az együttest, még az album elkészülte előtt.
Bár nem ért el akkora sikereket a listákon, mint a listavezető debütáló lemez, a Dog Man Star a 3. helyig jutott a brit albumlistán. A kritikusok dicsérték, sokan a Suede mesterművének tartják. Szerepel az 1001 lemez, amit hallanod kell, mielőtt meghalsz című könyvben.

## Az album dalai
|     | Cím                                     | Szerző(k)                      | Hossz |
| --- | --------------------------------------- | ------------------------------ | ----- |
| 1.  | Introducing the Band                    | Brett Anderson, Bernard Butler | 2:38  |
| 2.  | We Are the Pigs                         | Anderson, Butler               | 4:19  |
| 3.  | Heroine                                 | Anderson, Butler               | 3:22  |
| 4.  | The Wild Ones                           | Anderson, Butler               | 4:50  |
| 5.  | Daddy's Speeding                        | Anderson, Butler               | 5:22  |
| 6.  | The Power                               | Anderson, Butler               | 4:31  |
| 7.  | New Generation                          | Anderson, Butler               | 4:37  |
| 8.  | This Hollywood Life                     | Anderson, Butler               | 3:50  |
| 9.  | The 2 of Us                             | Anderson, Butler               | 5:45  |
| 10. | Black or Blue                           | Anderson, Butler               | 3:48  |
| 11. | The Asphalt World                       | Anderson, Butler               | 9:25  |
| 12. | Still Life                              | Anderson, Butler               | 5:23  |
| 13. | Modern Boys (csak az amerikai kiadáson) | Anderson, Butler               | 4:49  |

## Közreműködők

### Suede
- Brett Anderson – ének
- Bernard Butler – gitár, billentyűk
- Simon Gilbert – dob
- Mat Osman – basszusgitár

### További zenészek
- Phil Overhead – ütőhangszerek
- Simon Clarke – trombita
- Roddy Lorimer – szaxofon, fuvola
- Richard Edwards – harsona
- Andrew Cronshaw – cimbalom, Ba-Wu fuvola
- Tessa Niles – vokál
- Children from The Tricycle Theatre Workshop – vokál
- zenekar – Sinfonia of London (hangszerelte és vezényel Brian Gascoine)

### Produkció
- Ed Buller – producer, hangmérnök
- Gary Stout – hangmérnök
- Bob Ludwig – mastering

## Fordítás
Ez a szócikk részben vagy egészben a Dog Man Star című angol Wikipédia-szócikk ezen változatának fordításán alapul.  Az eredeti cikk szerkesztőit annak laptörténete sorolja fel. Ez a jelzés csupán a megfogalmazás eredetét és a szerzői jogokat jelzi, nem szolgál a cikkben szereplő információk forrásmegjelöléseként.